# Arnhild Lauveng
Arnhild Lauveng (* 13. Januar 1972) ist eine norwegische Psychologin. Sie ist Absolventin der Universität Oslo und arbeitet in der Psychiatrie und als Dozentin. Sie litt ab dem Alter von 17 Jahren an Schizophrenie und hat zwei Biografien über den Weg in die und aus der Psychose geschrieben und die Bedingungen und möglichen Ursachen von Persönlichkeitsentwicklungen akademisch untersucht. Sie erhielt im Jahr 2004 den "Preis zur Förderung der Freiheit der Meinungsäußerung in der psychischen Gesundheit".